# Sybra biangulata
Sybra biangulata är en skalbaggsart som först beskrevs av Leon Fairmaire 1893.  Sybra biangulata ingår i släktet Sybra och familjen långhorningar. Inga underarter finns listade i Catalogue of Life.